# Jacques Hovens
Jacques Hovens (Tegelen, 8 maart 1924 – Venlo, 8 november 1989) was een Nederlands profvoetballer die doorgaans als rechtsbinnen of midvoor speelde.

## Loopbaan
Hovens verruilde SC Irene voor Sportclub Venlo '54 toen in 1954 het betaald voetbal in Nederland zijn intrede deed. Hij was een van de vijf Tegelenaren die daar het profavontuur aanging, samen met plaatsgenoten Pierre Driessen, Piet Gubbels, Pierre van Rhee en Frans Swinkels. 
Bij zijn debuut op 26 september 1954 thuis tegen Fortuna '54 (2-3) stonden ze alle vijf aan de aftrap, terwijl Jeu Sijbers en Herman Teeuwen die dag de enige Venlonaren waren in de basis bij de Venlose profclub.
In november 1954 ging Sportclub Venlo '54 op in VVV dat na de fusie met een overschot aan spelers kwam te zitten. Aanvankelijk zou Hovens samen met ploeggenoten Van Rhee, Schreurs en Driessen de overstap maken naar Be Quick Groningen. De KNVB hield de overgang van het viertal tegen, ondanks een protest van Be Quick. Vervolgens sloot de aanvaller in januari 1955 aan bij Limburgia. Anderhalf jaar later keerde Hovens het profvoetbal de rug toe. Hij overleed in 1989 op 65-jarige leeftijd.

## Profstatistieken
| Seizoen | Club                | Competitie      | Competitie | Competitie | Beker | Beker | Overig | Overig | Totaal | Totaal |
| Seizoen | Club                | Competitie      | Wed.       | Dlp.       | Wed.  | Dlp.  | Wed.   | Dlp.   | Wed.   | Dlp.   |
| ------- | ------------------- | --------------- | ---------- | ---------- | ----- | ----- | ------ | ------ | ------ | ------ |
| 1954    | Sportclub Venlo '54 | NBVB            | 9          | 1          | —     | —     | —      | —      | 9      | 1      |
| 1954/55 | Limburgia           | Eerste klasse C | 5          | 1          | —     | —     | —      | —      | 5      | 1      |
| 1955/56 | Limburgia           | Hoofdklasse A   | 8          | 1          | —     | —     | —      | —      | 8      | 1      |
| Totaal  | Totaal              | Totaal          | 22         | 3          | 0     | 0     | 0      | 0      | 22     | 3      |